# ديفيد بوينتون
ديفيد بوينتون (بالإنجليزية: David Boynton)‏ هو مصور أمريكي، ولد في 1945، وتوفي في 2007.